# Blaž Blagotinšek
Blaž Blagotinšek (født 17. januar 1994) er en slovensk håndboldspiller, som spiller i Veszprém KC og for Sloveniens herrehåndboldlandshold.